# 苗圃墓地
苗圃墓地，位于中国青海省同仁市年都乎乡年都乎村，为青海省市县级文物保护单位，公布日期为1988年8月26日，类型为古墓葬。
苗圃墓地的历史年代为青铜时代。